# Zoe Pound
Zoe Pound er en kriminel gadebande, baseret i Miami, Florida og grundlagt af Haitianske immigranter et stykke tid før 1990.[kilde mangler]
Efter, at have spredt sig til udenfor, Miami i to årtier frem til 2010, er banden blev kendt for at være involveret i narkotikahandel, røveri og lignende voldelig kriminalitet, for at støtte deres narkotika-aktiviteter i Evansville.
Ordet Zoe, refererer til at banden primært består af haitianere Pound er et engelsk flertydig ord. De bruger Haitis flag som symbol.
I 2009, blev seks Zoe Pound-ledere anholdt for pengeafafkrævning i Fort Pierce, Florida efter at Florida Department of Law Enforcement Office, havde fået overbevist flere bandemedlemmer om at optræde som vidner for anklagemyndigheden.